# Vale Pain
Vale Pain, né Valerio Paini le 27 juillet 2002 à Milan, est un rappeur et chanteur italo-péruvien. Il est membre du collectif Seven 7oo.

## Biographie

### Origine et enfance
Valerio Marco Paini de nationalité italienne et péruvienne,, est né le 27 juillet 2002 à Milan,, d'un père italien et d'une mère péruvienne. Il grandit dans le quartier milanais San Siro

## Carrière

### Début (2015-2019)
Il fait c’est début dans le rap en 2015, puis il sort en 2018 les chansons Idole et Banlieue sur YouTube, précédant la sortie de son premier album Goleador sorti l'année suivante par RM4E. Il sort le 19 juillet Goleador (édition or) avec l'ajout de cinq chansons.

### Album:PAIN 2(2025)
Après F*ck Love, le rappeur milanais sort PAIN 2, le 16 mai 2025 qui comporte plusieurs featurings, notamment de Tony Boy, Glocky, Neima Ezza, Melons, Faneto et Katarina,.

## Discographie

### Albums studio
- 2019 : Goleador
- 2020 : 2020
- 2020 : YoungStar
- 2022 : PAIN
- 2024 : VP Drive 1
- 2025 : PAIN 2

### EP
- 2023 : ESTATE IN CITTÀ.

### Titres
- 2018 : BANLIEUE
- 2019 : Il mio amico Sosa
- 2019 : Shotta 1
- 2020 : Promessa
- 2020 : Louboutin (avec Rondodasosa)
- 2021 : SHOTTA 2 (avec Baby Gang sur Seven 7oo)
- 2021 : OPPS
- 2021 : AMICO MIO (avec Neima Ezza & Nko sur Seven 7oo)
- 2021 : 1 COLPO (avec Neima Ezza)
- 2021 : SLIDE (avec Skinny Flex)
- 2022 : Te Quiero
- 2022 : Senza Emotions (avec ANNA)
- 2023 : Vida Mala (avec Medy)
- 2023 : In Mezzo ai Guai (avec Neima Ezza)
- 2023 : Abbronzatissima
- 2023 : Rocket (avec Artie 5ive)
- 2023 : In Mezzo Guai (Acoustic) (avec Neima Ezza)
- 2023 : UN'ALTRA VOLTA
- 2024 : RITORNA DA ME
- 2024 : BIBITA
- 2024 : WOW (avec Slings)
- 2025 : F*ck Love
- 2025 : SHOTTA 3 (avec Glocky)